# Сутјеска (Сечањ)
Сутјеска (рум. Sărcia, мађ. Szárcsa, срп. Сарча) је насељено место у општини Сечањ, у Средњобанатском управном округу, у Србији. Према попису из 2022. било је 1.149 становника.

## Историја
Током историје Сутјеска мења своје име неколико пута назив:
- Године:
- 1333. — Зорука (Zoruka) или Стара Сарча
- 1611;1717. — Сарча
- 1801. —
- 1911. —
- 1924. — Нова Сарча

Године 1333. помиње се сарчанска парохија у тамишком комитату. Зорука  или Стара Сарча лежала је југоисточно од Шурјана, где и данас један брежуљак и једну пустару називају именом Стара Сарча. То имање је 1611. године "принцип" Гаврил Бетлен даровао "Расцијанским војницима" (Србима).
Сарча је припојена Великобечкеречком диштрикту 1716. године. Сарча 1717. године имала је 12 домова, а 1727. године само 9 домова. Маринко је 1726. године био оборкнез у Сарчији и посланик на црквено-народном сабору. У Сарчу су се 1767. године доселили Румуни, па је општина 1773. године имала већ 73 дома. Аустријски ревизор Ерлер је 1774. године констатовао да Сарча припада Чаковачком округу и дистрикту. Становништво је претежно влашко. Године 1781. откупио је Матија Шалић село од царске Коморе, али пошто није могао да удовољи својим обавезама, село буде враћено Комори. Комора 1786. године нареди пресељавање општине на пустару Тополовац, на ком је месту и данас. Када је 1797. године пописан православни клир у Сарчији је само један свештеник. Парох поп Јанко Траилов (рукоп. 1769) говорио је српским и румунским језиком. Године 1800. уступила је комора, у замену за хрватска добра, ово село загребачком каптолу.
Садашња румунска црква саграђена је 1896. године.
- Популација кроз историју.[5]

| Година     | 1869. | 1880. | 1890. | 1900. | 1910. | 1921. |
| Становника | 1.606 | 1.388 | 1.329 | 1.367 | 1.339 | 1.350 |
| Срба       | ?     | ?     | ?     | ?     | ?     | 3     |
| Румуна     | ?     | ?     | ?     | ?     | ?     | 1.312 |
| Немаца     | ?     | ?     | ?     | ?     | ?     | 23    |
| Мађара     | ?     | ?     | ?     | ?     | ?     | 12    |

- Нова Сарча, године:
- 1801. — Немачка Сарча
- 1911. —
- 1912. — Сарча

Нову Сарчу 1801. године населио је загребачки каптол, Антон Мандић, на северном крају старог румунског насеља Сарче, једну нову колонију, којој је уступљено 31 сесија.
Та колонија добила је 1804. год. свештеника и једну привремену капелу, која је 27. фебруара 1805. год. Освећена. Нова Сарча је имала 1811. год. 893 душе. Отворена је нова железничка станица 4. маја 1899. године. Године 1919. Нова Сарча припојена је Торонталској жупанији.
- Бројно стање становништва:
- Популација кроз историју. [7]

| Година     | 1869. | 1880. | 1890. | 1900.  | 1910. | 1921. |
| Становника | 1.232 | 1.080 | 1.222 | 1.1225 | 1.242 | 1.465 |
| Срба       | ?     | ?     | ?     | ?      | ?     | 13    |
| Румуна     | ?     | ?     | ?     | ?      | ?     | 44    |
| Немаца     | ?     | ?     | ?     | ?      | ?     | 1.179 |
| Мађара     | ?     | ?     | ?     | ?      | ?     | 208   |
| Осталих    | ?     | ?     | ?     | ?      | ?     | 208   |

## Демографија
У насељу Сутјеска живи 1388 пунолетних становника, а просечна старост становништва износи 42,2 година (40,6 код мушкараца и 43,7 код жена). У насељу има 609 домаћинстава, а просечан број чланова по домаћинству је 2,85.
Становништво у овом насељу веома је нехомогено, а у последња три пописа, примећен је пад у броју становника.
|  |

| Демографија | Демографија | Демографија |
| Година      | Становника  | Становника  |
| ----------- | ----------- | ----------- |
| 1948.       | 2.635       |             |
| 1953.       | 2.678       |             |
| 1961.       | 2.719       |             |
| 1971.       | 2.421       |             |
| 1981.       | 2.116       |             |
| 1991.       | 1.976       | 1.880       |
| 2002.       | 1.737       | 1.800       |
| 2011.       | 1.478       |             |

| Етнички састав према попису из 2002.‍ | Етнички састав према попису из 2002.‍ | Етнички састав према попису из 2002.‍ | Етнички састав према попису из 2002.‍ | Етнички састав према попису из 2002.‍ |
| ------------------------------------ | ------------------------------------ | ------------------------------------ | ------------------------------------ | ------------------------------------ |
|                                      |                                      |                                      |                                      |                                      |
| Срби                                 | Срби                                 |                                      | 1.046                                | 60,21%                               |
| Румуни                               | Румуни                               |                                      | 491                                  | 28,26%                               |
| Мађари                               | Мађари                               |                                      | 58                                   | 3,33%                                |
| Југословени                          | Југословени                          |                                      | 31                                   | 1,78%                                |
| Роми                                 | Роми                                 |                                      | 24                                   | 1,38%                                |
| Црногорци                            | Црногорци                            |                                      | 15                                   | 0,86%                                |
| Хрвати                               | Хрвати                               |                                      | 5                                    | 0,28%                                |
| Македонци                            | Македонци                            |                                      | 4                                    | 0,23%                                |
| Словаци                              | Словаци                              |                                      | 2                                    | 0,11%                                |
| Руси                                 | Руси                                 |                                      | 2                                    | 0,11%                                |
| Русини                               | Русини                               |                                      | 1                                    | 0,05%                                |
| Немци                                | Немци                                |                                      | 1                                    | 0,05%                                |
| Бугари                               | Бугари                               |                                      | 1                                    | 0,05%                                |
| непознато                            | непознато                            |                                      | 5                                    | 0,28%                                |

| \| \| м \| \| \| ж \| \| ? \| 4 \| \| \| 6 \| \| 80+ \| 19 \| \| \| 30 \| \| 75—79 \| 24 \| \| \| 49 \| \| 70—74 \| 52 \| \| \| 75 \| \| 65—69 \| 55 \| \| \| 56 \| \| 60—64 \| 49 \| \| \| 69 \| \| 55—59 \| 43 \| \| \| 44 \| \| 50—54 \| 54 \| \| \| 50 \| \| 45—49 \| 78 \| \| \| 53 \| \| 40—44 \| 73 \| \| \| 65 \| \| 35—39 \| 66 \| \| \| 59 \| \| 30—34 \| 49 \| \| \| 55 \| \| 25—29 \| 34 \| \| \| 44 \| \| 20—24 \| 44 \| \| \| 39 \| \| 15—19 \| 61 \| \| \| 50 \| \| 10—14 \| 61 \| \| \| 54 \| \| 5—9 \| 59 \| \| \| 52 \| \| 0—4 \| 27 \| \| \| 35 \| \| Просек : \| 40,6 \| \| \| 43,7 \| |      |  |  |      |
| |      |  |  |      |
| | м    |  |  | ж    |
| ? | 4    |  |  | 6    |
| 80+ | 19   |  |  | 30   |
| 75—79 | 24   |  |  | 49   |
| 70—74 | 52   |  |  | 75   |
| 65—69 | 55   |  |  | 56   |
| 60—64 | 49   |  |  | 69   |
| 55—59 | 43   |  |  | 44   |
| 50—54 | 54   |  |  | 50   |
| 45—49 | 78   |  |  | 53   |
| 40—44 | 73   |  |  | 65   |
| 35—39 | 66   |  |  | 59   |
| 30—34 | 49   |  |  | 55   |
| 25—29 | 34   |  |  | 44   |
| 20—24 | 44   |  |  | 39   |
| 15—19 | 61   |  |  | 50   |
| 10—14 | 61   |  |  | 54   |
| 5—9 | 59   |  |  | 52   |
| 0—4 | 27   |  |  | 35   |
| Просек : | 40,6 |  |  | 43,7 |

| Година пописа     | 1948. | 1953. | 1961. | 1971. | 1981. | 1991. | 2002. |
| ----------------- | ----- | ----- | ----- | ----- | ----- | ----- | ----- |
| Број домаћинстава | 584   | 607   | 686   | 685   | 713   | 681   | 609   |

| Број чланова      | 1   | 2   | 3   | 4   | 5  | 6  | 7 | 8 | 9 | 10 и више | Просек |
| ----------------- | --- | --- | --- | --- | -- | -- | - | - | - | --------- | ------ |
| Број домаћинстава | 132 | 164 | 110 | 114 | 58 | 20 | 8 | 2 | 1 | 0         | 2,85   |

| Пол    | Укупно | Неожењен/Неудата | Ожењен/Удата | Удовац/Удовица | Разведен/Разведена | Непознато |
| ------ | ------ | ---------------- | ------------ | -------------- | ------------------ | --------- |
| Мушки  | 705    | 210              | 443          | 34             | 16                 | 2         |
| Женски | 744    | 138              | 435          | 155            | 12                 | 4         |
| УКУПНО | 1.449  | 348              | 878          | 189            | 28                 | 6         |

| Пол    | Укупно                    | Пољопривреда, лов и шумарство | Рибарство                            | Вађење руде и камена | Прерађивачка индустрија       |
| ------ | ------------------------- | ----------------------------- | ------------------------------------ | -------------------- | ----------------------------- |
| Мушки  | 386                       | 197                           | 19                                   | 1                    | 55                            |
| Женски | 287                       | 155                           | 3                                    | 0                    | 29                            |
| Укупно | 673                       | 352                           | 22                                   | 1                    | 84                            |
|        |                           |                               |                                      |                      |                               |
| Пол    | Производња и снабдевање   | Грађевинарство                | Трговина                             | Хотели и ресторани   | Саобраћај, складиштење и везе |
| Мушки  | 7                         | 9                             | 37                                   | 15                   | 17                            |
| Женски | 3                         | 5                             | 31                                   | 6                    | 2                             |
| Укупно | 10                        | 14                            | 68                                   | 21                   | 19                            |
|        |                           |                               |                                      |                      |                               |
| Пол    | Финансијско посредовање   | Некретнине                    | Државна управа и одбрана             | Образовање           | Здравствени и социјални рад   |
| Мушки  | 0                         | 1                             | 10                                   | 10                   | 5                             |
| Женски | 2                         | 1                             | 10                                   | 14                   | 20                            |
| Укупно | 2                         | 2                             | 20                                   | 24                   | 25                            |
|        |                           |                               |                                      |                      |                               |
| Пол    | Остале услужне активности | Приватна домаћинства          | Екстериторијалне организације и тела | Непознато            | Непознато                     |
| Мушки  | 0                         | 0                             | 0                                    | 3                    | 3                             |
| Женски | 5                         | 0                             | 0                                    | 1                    | 1                             |
| Укупно | 5                         | 0                             | 0                                    | 4                    | 4                             |

## Галерија
- Нова православна црква
- Румунска православна црква
- Место где се до 1960-их налазила католичка црква